# Simone Pheulpin

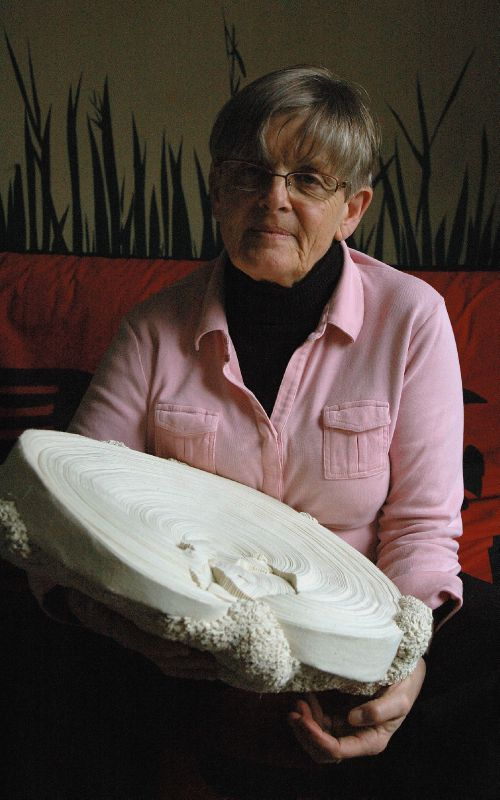
Simone Pheulpin (2013)

Simone Pheulpin (geboren 1941 in Nancy, Frankreich) ist eine französische Textilkünstlerin und Textilbildhauerin.

## Leben und Wirken
Simone Pheulpin lernte als Kind beim Spielen in den Textilmanufakturen in den Vogesen ein Material kennen, das für die Herstellung von Autoreifen verwendet wurde. Erst viele Jahre später wurde dieses Material, ein robustes, ungefärbtes Gewebe aus Rohbaumwolle, wesentliches Element und Grundlage für ihre bildkünstlerische Tätigkeit.
In den 1970er-Jahren begann Pheulpin als Autodidaktin mit Textil zu arbeiten. Ihre Kreationen bestehen lediglich aus kilometerlangen Stoffstreifen und unzähligen Stecknadeln. Ihre Technik beruht auf der sorgfältigen und sich wiederholenden Faltung von ungebleichten, rauen Baumwollstreifen. Durch gleichmäßiges und dichtes Aufeinanderlegen von sehr dünnen Gewebelagen, die auf der Rückseite von hunderten Nadeln gehalten werden und nicht sichtbar sind, entstehen Unikate von besonderer Wirkung. Die Technik ist originär und wurde von Pheulpin selbst entwickelt.
Die Inspirationen für ihre Textilskulpturen und textilen Bilder holt sich Simone Pheulpin aus der Natur, ihre Formen erinnern mal an Korallen, mal an Moos, mal an Baumrinde, an ein phantasievolles Universum. Das Sonderbare der derart gestalteten Werke ist irritierend. Ihre Werke sind künstlerisch aufwändig und akkurat ausgeführt, anspruchsvoll und mystisch zugleich. Wer nicht genau hinschaut, verwechselt das Material mit Stein oder anderen festen Materialien.
Bereits seit den 1970er-Jahren arbeitet Pheulpin textilkünstlerisch, anfangs wurde ihre Arbeit aber als „Handarbeit“ verunglimpft. Seit 1987 werden ihre textilkünstlerischen Werke weltweit in Galerien, auf Festivals, Biennalen und in Designmuseen ausgestellt.
2018 gehörte Simone Pheulpin zu den 30 Nominierten für den Craft Prize der Loewe-Foundation. In der Juryentscheidung erhielt sie eine besondere Erwähnung. Pheulpin habe neu definiert, „was wir unter Textilien verstehen. Sie hat bescheidene recycelte Materialien zu etwas wirklich Bemerkenswertem erhöht.“
Ihre Werke wurden in öffentliche Sammlungen aufgenommen, darunter das Musée des Arts décoratifs Paris, das Victoria and Albert Museum in London und das Chicago Art Institute.
Die Künstlerin lebt und arbeitet in Puteaux und in den Vogesen.

„Meine Arbeiten sind das Ergebnis einer instinktiven Expression. Die Geschmeidigkeit des Materials und die Bewegung der Überlappung erzeugen Formen, mit denen der Schatten und das Licht spielen. Sie sind das Spiegelbild einer Harmonie mit der natürlichen Welt.“

## Ausstellungen (Auswahl)

### Einzelausstellungen
- 1997: Musée du Textile Ventron, Frankreich
- 1998: Musée du Feutre Mouzon, Frankreich
- 1998: Centre culturel d’Art Textile Angers, Frankreich
- 2001: Galerie Ovadia Nancy, Frankreich
- 2004: Re-Plis. Galerie Trait Personnel Lyon, Frankreich
- 2006: Profils. Art contemporain et Textiles Stosswirhr/Colmar, Frankreich
- 2006: Art & Déchirure. Hôtel de Région Rouen, Frankreich
- 2007: L’Art en Ville Le Textile. Espace Chambon Cusset-Vichy, Frankreich
- 2017: Un Monde de Plis. Chapelle Expiatoire Paris, Frankreich
- 2021: Simone Pheulpin, plieuse de temps. Musée des Arts Décoratifs Paris, Frankreich

### Gruppenausstellungen
- 1987: Biennale International de la Tapisserie. Lausanne, Schweiz
- 1989: International Textile Competition. Kyoto, Japan
- 1992: International Textile Competition. Kyoto, Japan
- 1995: Triennale Internationale de la Tapisserie. Lodz, Polen
- 1999: Galerie Browngrotta Wilton, USA
- 2000: 52. Internationale Kunsthandwerk-Messe. München, Deutschland
- 2012: 1_2_3 Sculptures de Fibres. Musée de la Tapisserie Angers, Frankreich
- 2013: Galerie Menus Plaisirs Gstaad, Schweiz
- 2014: Alchemic Ceremony. Ely House London, Großbritannien
- 2015: L’Envers du Décor. Ancienne Nonciature Brüssel, Belgien
- 2016: Etoiles Filantes. Plaza Athénée Paris, Frankreich
- 2016: Miami Art Basel, USA
- 2017: Le Pli. Galerie Collection, Paris, Frankreich
- 2022: Paris Art Design

## Preise (Auswahl)
- 1987: Internationale Biennale von Lausanne: Zeitgenössische Textilkunst
- 1992: 1. Preis bei der 9. Internationalen Biennale für Minitextilien in Szombathely, Ungarn
- 1997: 2. Preis Fiberart International Competition, Center for the Arts, Pittsburg (USA)
- 1998: Grand Prix National de la SEMA, Paris
- 2000: Goldmedaille bei der 52. Internationalen Handwerksmesse in München
- 2015: Le créateur, Fondation des Ateliers d'Art de France
- 2017: Preisträgerin des Grand Prix de la Création de la Ville de Paris
- 2018: Ehrenpreis des Craft Prize, Loewe Foundation

## Öffentliche Sammlungen
- Victoria and Albert Museums in London
- Chicago Art Institute
- Musée des Arts Décoratifs in Paris
- Jardin des carrières Nancy, Frankreich[1]
- Musée des Tissus et des Arts décoratifs Lyon, Frankreich[1]
- Musée du feutre Mouzon, Frankreich[1]
- Musée Jean-Lurçat et de la tapisserie contemporaine Angers, Frankreich[1]
- Savaria Museum Szombathely, Ungarn[1]
- Société textile Hinaya Kyoto, Japan[1]